# Communauté de communes du Val de Galilée

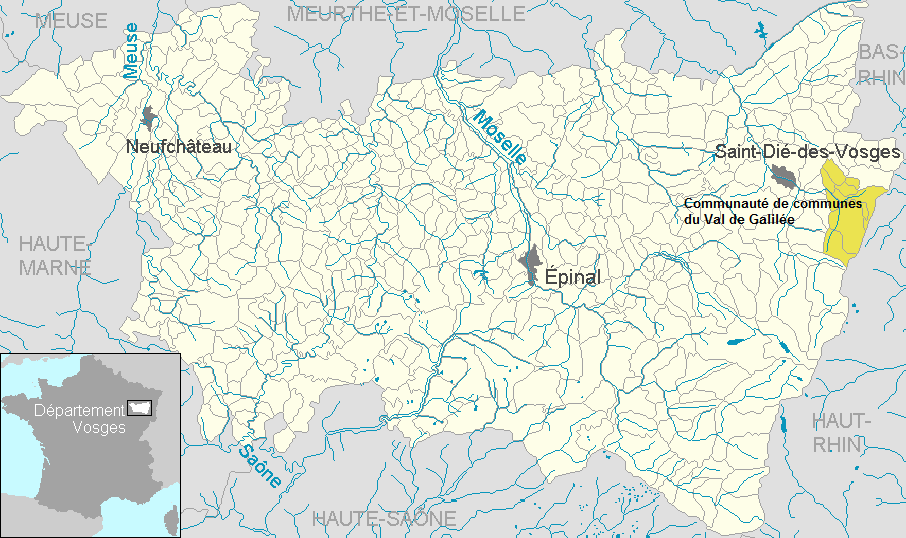
Lage des Kommunalverbandes Val de Galilée im Département Vosges

Die Communauté de communes du Val de Galilée war ein kommunaler Zusammenschluss (Communauté de communes) von zehn Gemeinden im Département Vosges in Lothringen.
Der Kommunalverband hatte 3957 Einwohner (2007) auf 84,01 km², was einer Bevölkerungsdichte von 47 Einwohnern pro km² entsprach. Sitz des Verbandes war die Gemeinde Ban-de-Laveline, Präsident des Kommunalverbandes war Jean-Jacques Daillot.
Die Mitgliedsgemeinden lagen zwischen Saint-Dié-des-Vosges und dem Kamm der Vogesen im Tal der Fave und ihren Seitentälern. Bis auf die Gemeinden Raves, Frapelle und Neuvillers-sur-Fave war das Gebiet des Kommunalverbandes Teil des Regionalen Naturparks Ballons des Vosges.
Der Kommunalverband entstand am 29. Dezember 1997 unter dem Namen Communauté de communes des Vallées de la Morte et du Blanc-Rû aus den drei Gemeinden Ban-de-Laveline, Gemaingoutte und Wisembach. Zwei Jahre später kamen die Gemeinden Bertrimoutier, Combrimont, Frapelle, Lesseux, Nauvillers-sur-Fave und Raves hinzu. Dabei wurde der Verband umbenannt.
Im 7. Jahrhundert drangen Mönche in die Täler der Vogesen vor. So kam auch der Einsiedler Deodatus nach Saint-Dié-des-Vosges. Das Tal östlich von Saint-Dié-des-Vosges wurde von den Mönchen Tal von Galiläa (Val de Galilée) genannt. 
Am 1. Januar 2003 wurde die Gemeinde Croix-aux-Mines als zehntes Mitglied in den Kommunalverband aufgenommen, dessen Ziel es war, die materiellen Ressourcen der Gemeinden zu bündeln und die wirtschaftliche und touristische Entwicklung zu koordinieren. Zum Aufgabengebiet des Kommunalverbandes zählten die Raumplanung sowie die gemeindeübergreifende Wirtschaftsförderung. Die Communauté de communes du Val de Galilée hatte sich darüber hinaus zum Ziel gesetzt, auf den Gebieten Wohnungsbau und Energieeffizienz, Kultur, Gesundheit und Fürsorge, Umweltschutz und Abfallwirtschaft eng zusammenzuarbeiten.
Am 1. Januar 2014 wurde der Kommunalverband zusammen mit den ebenfalls aufgelösten Verbänden La Fave et la Meurthe und La Fave Teil des neuen größeren Gemeindeverbandes Fave, Meurthe, Galilée.

## Ehemalige Mitgliedsgemeinden
| - Ban-de-Laveline - Bertrimoutier - Combrimont - Frapelle - Gemaingoutte | - La Croix-aux-Mines - Lesseux - Neuvillers-sur-Fave - Raves - Wisembach |